# Doute (film)
Pour les articles homonymes, voir Doute (homonymie).
Pour plus de détails, voir Fiche technique et Distribution.
Doute (Doubt) est un film américain écrit et réalisé par John Patrick Shanley, sorti en salles en 2008.

## Synopsis
En 1964, dans une église catholique du Bronx, le père Brendan Flynn commence son sermon sur le doute. Le lendemain soir, sœur Aloysius, directrice de l'école catholique de Saint-Nicolas, liée à l'église, parle du sermon avec les autres religieuses des sœurs de la Charité de New York et demande ce qu'elles pensent du sujet du sermon, voire si le père Flynn a des doutes.
Car tout oppose sœur Aloysius, qui dirige de main de maître l'établissement, croyant dur comme fer à l'ordre, la rigueur et l'intimidation, dans une époque troublée, et le père Flynn, prêtre de la paroisse et entraîneur de l'équipe de basket-ball, qui sent que le vent a tourné et que les mentalités ont évolué et inspire la sympathie, notamment aux enfants.
Un jour, sœur James, jeune enseignante d'histoire, apprend à sœur Aloysius que Flynn porte un intérêt trop marqué à Donald Miller, jeune garçon afro-américain de 12 ans qui est le premier élève noir à entrer à Saint-Nicolas. Sœur James rapporte que le père Flynn a reçu Donald seul et que celui-ci sentait l'alcool à son retour en classe. La directrice soupçonne le prêtre de vouloir séduire l'enfant. Le prêtre ne dépendant pas d'elle d'un point de vue hiérarchique, sœur Aloysius organise une entrevue en présence de sœur James. Le père Flynn explique avoir protégé Donald qui avait bu du vin de messe et ne devrait plus pouvoir servir la messe. Sœur James est satisfaite de ces explications qui ne convainquent pas la directrice. Celle-ci après avoir reçu la mère de Donald entreprend de faire démissionner le prêtre en évoquant son passé dans de précédentes paroisses pour pouvoir assurer la continuité du suivi de l'enfant qui en sortant de cette école pourra avoir une bonne scolarité ce qui n'était pas du tout courant dans les années 1960. Flynn se défend en disant notre impuissance à comprendre vraiment ce que l'on est mais il cède à l'évocation de son passé ce qui pour sœur Aloysius représente un aveu de sa culpabilité. Il part pour devenir curé et directeur d'une autre école, ce qui représente une promotion bien que sœur Aloysius ait prévenu l'évêque des raisons de la demande de mutation du père Flynn.
Sœur James, toujours convaincue de l'innocence de Flynn, se sent très mal vis-à-vis de la conclusion de l'affaire. Elle confie à sœur Aloysius son regret de ne pas être comme elle, persuadée de la culpabilité de Flynn. Contre toute attente, sœur Aloysius qui semblait ne douter de rien aux yeux de la jeune sœur fait alors part de ses propres questionnements et du doute qui ne l'épargne pas non plus, mais un doute existentiel dépassant les faits auxquels elle disait pourtant vouloir s'en tenir : elle révèle qu'elle a menti en disant qu'elle avait contacté une religieuse de l'ancienne paroisse de Flynn et explique que si c'était faux, la ruse n'aurait pas fonctionné. Pour elle, sa démission est la preuve de sa culpabilité. Sœur James, qui croit toujours à l'innocence de Flynn, est choquée par son mensonge, mais Aloysius réitère : « Dans la poursuite du mal, on s'éloigne de Dieu ». Cependant, elle ajoute que cela a un prix. Elle s'exclame alors en larmes : « J'ai des doutes... J'ai tellement de doutes ! ».

## Fiche technique
- Titre : Doute
- Titre original : Doubt
- Réalisation : John Patrick Shanley
- Scénario : John Patrick Shanley, d'après sa pièce de théâtre Doubt: A Parable (en)
- Directeur de la photographie : Roger Deakins
- Montage : Dane Collier, Ricardo Gonzalez et Dylan Tiechnor
- Distribution des rôles : Ellen Chenoweth (en)
- Direction artistique : Peter Rogness
- Décors : David Gropman (en) et Ellen Christiansen (décors de plateau)
- Costumes : Ann Roth
- Musique : Howard Shore
- Producteurs : Mark Roybal, Scott Rudin, Celia D. Costas (en) (production exécutive) et Nora Skinner (production associé)
- Budget : 20 millions de dollars[1]
- Sociétés de production : Goodspeed Productions et Scott Rudin Productions
- Sociétés de distribution : Miramax Films (États-Unis) et Walt Disney Studios Motion Pictures (France)
- Genre : drame
- Format : couleur – 35 mm et cinéma numérique – 1,85:1 — son DTS et Dolby Digital
- Durée : 104 minutes
- Pays de production :  États-Unis
- Langue de tournage : anglais
- Dates de sortie en salles :
  - États-Unis 12 décembre 2008 (sortie limitée), 25 décembre 2008
  - France, Belgique : 11 février 2009
- Dates de sortie en vidéo : 
  - États-Unis : 7 avril 2009
  - France 30 septembre 2009[2], 6 septembre 2011[3] (nouvelle édition)

## Distribution
- Meryl Streep (VF : Frédérique Tirmont, VQ : Marie-Andrée Corneille) : sœur Aloysius Beauvier, la directrice de l'établissement
- Philip Seymour Hoffman (VF : Lionel Tua, VQ : François Godin) : le père Brendan Flynn
- Amy Adams (VF : Valérie Siclay, VQ : Viviane Pacal) : sœur James, professeure d'histoire
- Viola Davis (VF : Annie Milon, VQ : Johanne Garneau) : madame Miller
- Alice Drummond (VQ : Béatrice Picard) : sœur Victoria
- Joseph Foster (VQ : Romy Kraushaar-Hébert) : Donald Miller
- Audrie J. Neenan (en) (VQ : Élizabeth Lesieur) : sœur Raymond
- Bridget Megan Clark (VQ : Juliette Mondoux) : Noreen Horan
- Matthew Marvin : Raymond Germain
- Susan Blommaert : madame Carson
- Carrie Preston : Christine Hurley
- John Costelloe (en) : Warren Hurley
- Lloyd Clay Brown (VF : Robin Trouffier) : Jimmy Hurley

## Production
Doute est le second long métrage réalisé par John Patrick Shanley, après Joe contre le volcan, avec Tom Hanks et Meg Ryan, en 1990. Shanley adapte ici sa propre pièce de théâtre, Doubt : A Parable, qui a connu un succès en étant joué pendant une année et récompensée d'un Prix Pulitzer en 2005.

### Casting
Natalie Portman avait décliné l'offre d'incarner sœur James, rôle qui fut attribué à Amy Adams. 

### Tournage
Le tournage a eu lieu du 10 décembre 2007 au 2 février 2008 au College of Mount Saint Vincent, à Riverdale, dans le Bronx (New York), au Los Angeles City College à Los Angeles (Californie), à Riverdale, dans le Bronx (New York), à St. Mark's Place, dans Yonkers (New York), à l'église Saint Luke in the Fields à New York et à Yonkers (New York).

## Réception

### Accueil critique
Aux États-Unis, Doute a reçu généralement de bonnes critiques. Sur la base de 203 commentaires recueillis par Rotten Tomatoes, le film a obtenu 78 % d'approbation. Le site rapporte qu'il y a consensus sur le fait que le film est une réussite grâce à la performance de sa distribution prestigieuse. Un autre site Web de vote, Metacritic, a donné au film une cote d'approbation 68 sur 100 basé sur 36 commentaires.
La critique Manohla Dargis, du The New York Times, a conclu que « la performance subtile de Meryl Streep soutient et maintient une atmosphère chargée de paranoïa ».
La performance de Viola Davis fut citée et qualifiée de « déchirante », malgré une apparition dans le film assez limitée.
Le film figure également sur plusieurs top 10 des meilleurs films de l'année 2008 : 
- 2e – James Berardinelli, ReelViews[5]
- 2e – Joe Neumaier, New York Daily News[5]
- 8e – Kyle Smith, New York Post[5]
- 8e – Peter Travers, Rolling Stone[5]
- 9e – David Edelstein, New York magazine[5]
- 10e – Michael Rechtshaffen, The Hollywood Reporter[5]
- 10e – Shawn Levy, The Oregonian[5]

En France, les critiques sont assez variées, mais mitigées pour la plupart. Si des magazines ou des journaux comme Elle (« une réussite ») et Le Journal du dimanche encensent le second long-métrage de Shanley, d'autres comme Le Monde, Les Inrockuptibles, Télérama et Télé 7 jours lui reprochent le côté théâtral, voire aussi bavard,.

### Box-office
| Pays ou région | Box-office         | Date d'arrêt du box-office | Nombre de semaines |
| -------------- | ------------------ | -------------------------- | ------------------ |
| Mondial        | 50 907 234 dollars | 24 mai 2009                | N/A                |
| États-Unis     | 33 446 470 dollars | 9 avril 2009               | 17                 |
| France         | 137 225 entrées    | 8 mars 2009                | 3                  |
| Suisse         | 27 929 entrées     | 20 mars 2009               | ?                  |

Doute remporte un succès commercial, toutefois assez modeste, puisqu'il rapporte un total de 50 millions de dollars de recettes au box-office mondial, dont 33,4 millions de dollars de recettes au box-office américain, pour un budget de production de vingt millions de dollars. En France, le long-métrage totalise plus de 137 000 entrées.

## Distinctions
| Distinctions                                           | Distinctions                                       | Distinctions           | Distinctions |
| Prix                                                   | Catégorie                                          | Recipient(s)           | Résultat     |
| ------------------------------------------------------ | -------------------------------------------------- | ---------------------- | ------------ |
| Oscars 2009                                            | Meilleure actrice                                  | Meryl Streep           | Nommée       |
| Oscars 2009                                            | Meilleur acteur dans un second rôle                | Philip Seymour Hoffman | Nommé        |
| Oscars 2009                                            | Meilleure actrice dans un second rôle              | Amy Adams              | Nommée       |
| Oscars 2009                                            | Meilleure actrice dans un second rôle              | Viola Davis            | Nommée       |
| Oscars 2009                                            | Meilleur scénario adapté                           | John Patrick Shanley   | Nommé        |
| British Academy Film Awards                            | Meilleure actrice                                  | Meryl Streep           | Nommée       |
| British Academy Film Awards                            | Meilleur acteur dans un second rôle                | Philip Seymour Hoffman | Nommé        |
| British Academy Film Awards                            | Meilleure actrice dans un second rôle              | Amy Adams              | Nommée       |
| Chicago Film Critics Association Awards                | Meilleure actrice                                  | Meryl Streep           | Nommée       |
| Chicago Film Critics Association Awards                | Meilleur acteur dans un second rôle                | Philip Seymour Hoffman | Nommé        |
| Chicago Film Critics Association Awards                | Meilleure actrice dans un second rôle              | Amy Adams              | Nommée       |
| Chicago Film Critics Association Awards                | Meilleure actrice dans un second rôle              | Viola Davis            | Nommée       |
| Chicago Film Critics Association Awards                | Meilleur scénario adapté                           | John Patrick Shanley   | Nommé        |
| Critics Choice Awards                                  | Meilleur film                                      |                        | Nommé        |
| Critics Choice Awards                                  | Meilleure actrice                                  | Meryl Streep           | Récompensée  |
| Critics Choice Awards                                  | Meilleur acteur dans un second rôle                | Philip Seymour Hoffman | Nommé        |
| Critics Choice Awards                                  | Meilleure actrice dans un second rôle              | Viola Davis            | Nommée       |
| Critics Choice Awards                                  | Meilleure distribution d'ensemble                  |                        | Nommé        |
| Critics Choice Awards                                  | Best Writer Meilleur scénariste                    | John Patrick Shanley   | Nommé        |
| Dallas-Fort Worth Film Critics Association Awards (en) | Meilleure actrice dans un second rôle              | Viola Davis            | Récompensée  |
| Detroit Film Critics Society Awards                    | Meilleure actrice                                  | Meryl Streep           | Nommée       |
| Detroit Film Critics Society Awards                    | Meilleure actrice dans un second rôle              | Amy Adams              | Nommée       |
| Golden Globe Awards                                    | Meilleure actrice dans un film dramatique          | Meryl Streep           | Nommée       |
| Golden Globe Awards                                    | Meilleur acteur dans un second rôle dans un film   | Philip Seymour Hoffman | Nommé        |
| Golden Globe Awards                                    | Meilleure actrice dans un second rôle dans un film | Amy Adams              | Nommée       |
| Golden Globe Awards                                    | Meilleure actrice dans un second rôle dans un film | Viola Davis            | Nommée       |
| Golden Globe Awards                                    | Meilleur scénario de film                          | John Patrick Shanley   | Nommé        |
| Houston Film Critics Society Awards                    | Meilleure actrice dans un second rôle              | Viola Davis            | Récompensée  |
| Houston Film Critics Society Awards                    | Meilleure distribution                             |                        | Récompensé   |
| National Board of Review Awards                        | Meilleure performance d'une actrice                | Viola Davis            | Récompensée  |
| National Board of Review Awards                        | Meilleure distribution                             |                        | Récompensée  |
| Palm Springs International Film Festival               | Spotlight Award                                    | Amy Adams              | Récompensée  |
| Phoenix Film Critics Society Awards                    | Meilleure actrice                                  | Meryl Streep           | Récompensée  |
| Satellite Awards                                       | Meilleure actrice dans un film dramatique          | Meryl Streep           | Nommée       |
| Satellite Awards                                       | Meilleur acteur dans un second rôle                | Philip Seymour Hoffman | Nommé        |
| Satellite Awards                                       | Meilleure actrice dans un second rôle              | Viola Davis            | Nommée       |
| Satellite Awards                                       | Meilleur scénario adapté                           | John Patrick Shanley   | Nommé        |
| Screen Actors Guild Award                              | Meilleure actrice                                  | Meryl Streep           | Récompensée  |
| Screen Actors Guild Award                              | Meilleur acteur dans un second rôle                | Philip Seymour Hoffman | Nommé        |
| Screen Actors Guild Award                              | Meilleure actrice dans un second rôle              | Amy Adams              | Nommée       |
| Screen Actors Guild Award                              | Meilleure actrice dans un second rôle              | Viola Davis            | Nommée       |
| Screen Actors Guild Award                              | Meilleur casting de film                           |                        | Nommé        |
| St. Louis Gateway Film Critics Association Awards      | Meilleure actrice dans un second rôle              | Amy Adams              | Nommée       |
| St. Louis Gateway Film Critics Association Awards      | Meilleure actrice dans un second rôle              | Viola Davis            | Récompensée  |
| Washington D.C. Area Film Critics Association Awards   | Meilleure actrice                                  | Meryl Streep           | Récompensée  |
| Washington D.C. Area Film Critics Association Awards   | Meilleur casting                                   |                        | Récompensé   |